# Shahrestān di Shahr-e-Babak
Lo shahrestān di Shahr-e-Babak (farsi شهرستان شهر بابک) è uno dei 23 shahrestān della provincia di Kerman, il capoluogo è Shahr-e-Babak. Lo shahrestān è suddiviso in 2 circoscrizioni (bakhsh):
- Centrale (بخش مرکزی), con le città di Shahr-e-Babak e Khursand.
- Dehaj (بخش دهج), con la città di Dehaj e Jowzam.

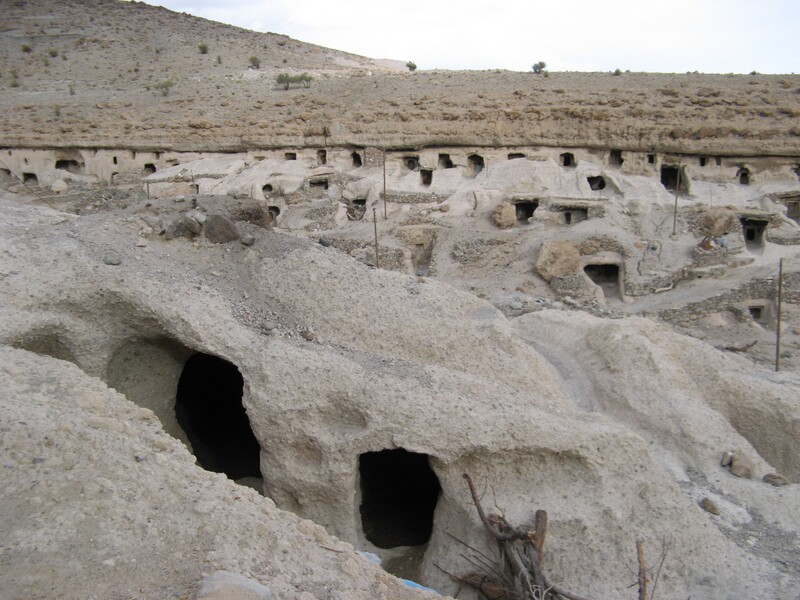
Il villaggio di Maymand

Nello shahrestān Centrale, a 36 km da Shar-e-Babak, si trova il villaggio di Maymand (o Meymand, میمند), a 2.227 m s.l.m.30°13′N 55°22′E. Un villaggio preistorico dove i pochi abitanti, circa un centinaio, vivono ancora dentro le grotte.